# Livin' on a Prayer
"Livin' on a Prayer" is Bon Jovi´s tweede single van het album Slippery When Wet uit 1986. "Livin' on a Prayer" is het op een na succesvolste nummer van Bon Jovi, achter It's My Life. Op 31 oktober dat jaar werd het nummer op single uitgebracht.

## Achtergrond
Jon Bon Jovi, de frontman van Bon Jovi, vond het nummer aanvankelijk niet goed. Richie Sambora overtuigde hem echter dat het nummer wél goed was, ze veranderden het nummer nog een beetje en zetten het op het album. De single werd wereldwijd een gigantische hit. De plaat stond in thuisland de Verenigde Staten 4 weken op de nummer 1-positie in de Billboard Hot 100 en bereikte ook in buurland Canada de nummer 1-positie. In het Verenigd Koninkrijk werd de 4e positie bereikt in de UK Singles Chart.
In Nederland was de plaat op vrijdag 12 december 1986 Veronica Alarmschijf op Radio 3 en werd mede hierdoor een gigantische hit in de destijds twee landelijke hitlijsten op de nationale publieke popzender. De plaat bereikte de 2e positie in de Nederlandse Top 40 en de 4e positie in de Nationale Hitparade. In de Europese hitlijst op Radio 3, de TROS Europarade, bereikte de plaat de 10e positie.
In België bereikte de plaat de 3e positie in de voorloper van de Vlaamse Ultratop 50 en de 4e positie in de Vlaamse Radio 2 Top 30. In Wallonië werd géén notering behaald.
Sinds de editie van december 2000, staat de plaat steevast genoteerd in de jaarlijkse NPO Radio 2 Top 2000 van de Nederlandse publieke radiozender NPO Radio 2, met als hoogste notering de 176e positie in 2000.

## NPO Radio 2 Top 2000
| Nummer met noteringen in de NPO Radio 2 Top 2000 | '00 | '01 | '02 | '03 | '04 | '05 | '06 | '07 | '08 | '09 | '10 | '11 | '12 | '13 | '14 | '15 | '16 | '17 | '18 | '19 | '20 | '21 | '22 | '23 | '24 |
| ------------------------------------------------ | --- | --- | --- | --- | --- | --- | --- | --- | --- | --- | --- | --- | --- | --- | --- | --- | --- | --- | --- | --- | --- | --- | --- | --- | --- |
| Livin' on a Prayer                               | 176 | 258 | 198 | 256 | 337 | 363 | 671 | 478 | 409 | 501 | 482 | 436 | 416 | 328 | 504 | 425 | 409 | 374 | 255 | 293 | 278 | 281 | 257 | 303 | 294 |

1. ↑  Een vetgedrukt getal geeft de hoogste notering aan.
2. ↑  2000 was het eerste jaar met een notering voor dit nummer.